# Sarcophaga haemorrhoidalis
Sarcophaga haemorrhoidalis este o muscă din familia Sarcophagidae. Locul de împerechere al acestei muște îl constituite hoiturile și fecalele, făcându-o un posibil transmițător de boli.  Larvele acestei specii pot cauza miaza,  as well as accidental myiasis.